# Ax1Le
Сергей Александрович Рыхторов (род. 29 апреля 2002, Санкт-Петербург, Россия) — российский киберспортсмен, более известный под псевдонимом Ax1Le, выступавший за американскую организацию Cloud9. В 2021 и 2022 годах входил в топ-5 игроков по версии портала HLTV.

## Биография
Родился 29 апреля 2002 года в Санкт-Петербурге. С Counter-Strike будущий киберспортсмен познакомился в очень юном возрасте: будучи малышом, он часто смотрел как отец играет в шутер. В детстве занимался хоккеем: в период с 2010 по 2013 года выступал за хоккейный клуб «Серебряные львы».
Окончив 11 классов, Сергей поступил в Санкт-Петербургский гуманитарный университет профсоюзов на менеджмент. Однако, отучившись там всего один семестр, перевелся в Российский государственный университет физической культуры, спорта, молодёжи и туризма и продолжил обучение на кафедре теории и методики компьютерного спорта, шахмат и цифровых технологий.
В 2014 году перешел в Counter-Strike: Global Offensive и начал следить за крупными турнирами. Достигнув 10 уровня на FACEIT, Ax1Le решается собрать микс из друзей. Тогда он был капитаном и основным снайпером в команде. Не добившись успеха в команде друзей, Сергей начал посещать LAN-турниры в родном Санкт-Петербурге. На одном из таких офлайн мероприятий его заметил капитан команды VP.Prodigy Алексей «RuFire» Бураков и предложил посетить турнир Lantrek 2018, который проходил в Финляндии. Однако на том турнире команда не смогла показать достойный результат. Несмотря на это, Сергей получил предложение присоединиться к коллективу 5balls.

## Профессиональная карьера
В одном из своих интервью Ax1Le заявил, что 5balls стала командой, в которой он впервые проявил себя как профессиональный игрок. Во время выступления за данный коллектив он получил предложение от команды Winstrike сыграть за них на отборочном турнире WESG 2018 Russia. Команда не смогла квалифицировать на турнир и заняла тогда 3 из 4 мест, выиграв лишь один матч.
В 2018 году команда Gambit Esports переживала не лучший период в своей истории. После сенсационной победы на PGL Major Kraków 2017 из команды ушел капитан Даниил «Zeus» Тесленко и результаты коллектива пошли на спад. Тогда было принято решение провести реструктуризацию состава, которой занимался Андрей «B1ad3» Городенский. Именно он связался с Ax1Le и предложил ему стать частью команды. После нескольких тренировочных матчей Сергей подписал контракт с Gambit Esports. Однако команда не показала нужного результата, поэтому организация приняло решение избавиться от основного состава и оставить только академию, в которую попал Ax1Le.
Gambit Youngsters зарекомендовали себя как хорошая tier-2 команда: они сыграли два СНГ минора и выиграли MSI MGA 2019. Во время пандемия COVID-19 к команде присоединился Абай «HObbit» Хасенов, став неким катализатором для команды. Укрепившись в топ-30 рейтинга лучших команд по версии HLTV коллектив был повышен до основного состава Gambit Esports. В онлайн-эру команда очень хорошо выступала, вследствие чего стала входить в топ-3 рейтинга лучших команд. Несмотря на отличную игру Дмитрия «sh1ro» Соколова, Ax1Le несколько раз получал награду MVP турнира. Из-за санкций некоторое время Gambit Esports выступали под тегом Players, однако чуть позже коллектив выкупила американская организация Cloud9.
В январе 2025 года после неубедительных результатов и не прохода в основную стадию Perfect World Shanghai Major 2024, Сергей вместе с Кириллом «Boombl4» Михайловым перешли в BetBoom team.

## Личная жизнь
Со своей будущей девушкой Ольгой Макаровой познакомился на одном из серверов CS:GO. В одном из своих интервью Сергей рассказал о знакомстве следующим образом:
Играли на сервере, я ей не давал покоя — она никак не могла меня убить. Она нашла меня в инстаграме, нарисовала меня и отметила, я это увидел, завязалось общение. В итоге мы чуть ли не через неделю встретились и после второго-третьего свидания стали парой.

## Достижения
В 2023 году вошел в лонг-лист рейтинга 30 Under 30 российского Forbes.
*MVP — Most Valuable Player (в переводе с англ. — «Самый ценный игрок»), EVP — Exceptionally Valuable Player (в переводе с англ. — «Исключительно ценный игрок»)
| Год  | Место | Турнир                              | Место проведения | Команда | Приз (доллары США) | Награда | Прим.  |
| ---- | ----- | ----------------------------------- | ---------------- | ------- | ------------------ | ------- | ------ |
| 2021 | 1     | IEM Katowice 2021                   | Онлайн           | Gambit  | 400 000            | EVP     | [ 14 ] |
| 2021 | 2     | ESL Pro League Season 13            | Онлайн           | Gambit  | 85 000             | MVP     | [ 16 ] |
| 2021 | 2     | DreamHack Master Spring 2021        | Онлайн           | Gambit  | 42 000             | EVP     | [ 17 ] |
| 2021 | 1     | Epic League CIS 2021                | Онлайн           | Gambit  | 15 000             | EVP     | [ 18 ] |
| 2021 | 1     | IEM Summer 2021                     | Онлайн           | Gambit  | 100 000            | MVP     | [ 18 ] |
| 2021 | 1     | BLAST Premier Spring Finals 2021    | Онлайн           | Gambit  | 225 000            | —       | [ 20 ] |
| 2021 | 2     | StarLadder CIS RMR 2021             | Онлайн           | Gambit  | 15 000             | EVP     | [ 21 ] |
| 2021 | 1     | IEM Fall 2021 CIS                   | Онлайн           | Gambit  | 17 500             | EVP     | [ 22 ] |
| 2021 | 3     | PGL Major Stockholm 2021            | Стокгольм        | Gambit  | 140 000            | —       | [ 23 ] |
| 2021 | 1     | V4 Future Sports Festival 2021      | Будапешт         | Gambit  | 170 000            | EVP     | [ 24 ] |
| 2021 | 2     | BLAST Premier World Final 2021      | Копенгаген       | Gambit  | 250 000            | —       | [ 25 ] |
| 2022 | 1     | Funspark ULTI 2021                  | Онлайн           | Gambit  | 150 000            | EVP     | [ 26 ] |
| 2022 | 12—14 | PGL Major Antwerp 2022              | Антверпен        | Cloud9  | 8 750              | —       | [ 27 ] |
| 2022 | 1     | IEM Dallas 2022                     | Даллас           | Cloud9  | 100 000            | MVP     | [ 29 ] |
| 2022 | 3     | Roobet Cup 2022                     | Онлайн           | Cloud9  | 15 000             | —       | [ 30 ] |
| 2022 | 3     | ESL Pro League Season 16            | Нашшар           | Cloud9  | 55 000             | EVP     | [ 31 ] |
| 2022 | 5—8   | IEM Rio Major 2022                  | Рио-де-Жанейро   | Cloud9  | 45 000             | —       | [ 32 ] |
| 2023 | 2     | ESL Pro League Season 17            | Сент-Джулианс    | Cloud9  | 90 000             | EVP     | [ 33 ] |
| 2023 | 3     | IEM Rio 2023                        | Рио-де-Жанейро   | Cloud9  | 20 000             | —       | [ 34 ] |
| 2023 | 3     | Thunderpick World Championship 2023 | Онлайн           | Cloud9  | 50 000             | —       | [ 35 ] |
| 2023 | 3     | BLAST Premier Fall Final 2023       | Копенгаген       | Cloud9  | 40 000             | —       | [ 36 ] |
| 2024 | 5—8   | PGL CS2 Major Copenhagen            | Копенгаген       | Cloud9  | 45 000             | —       | [ 37 ] |
| 2024 | 20—22 | Perfect World Shanghai Major 2024   | Шанхай           | Cloud9  | 10 000 $           | —       | [ 38 ] |

### Топ HLTV
| Год  | Позиция | Прим.  |
| ---- | ------- | ------ |
| 2021 | 5       | [ 39 ] |
| 2022 | 4       | [ 40 ] |